# Kościół Matki Boskiej Częstochowskiej w Żółtnicy
Matki Boskiej Częstochowskiej w Żółtnicy – katolicki kościół filialny znajdujący się we wsi Żółtnica (powiat szczecinecki, województwo zachodniopomorskie). Należy do parafii św. Stanisława w Gwdzie Wielkiej. Do rejestru zabytków został wpisany 29 sierpnia 1966 pod numerem 1114.

## Historia
Obiekt wzniesiono w latach 1819–1821 dla lokalnej społeczności protestanckiej. W 1830 dobudowano wolnostojącą dzwonnicę. W 1924 świątynia przeszła kapitalny remont. 30 września 1945 poświęcono ją jako katolicką, a w 1966 dobudowano kruchtę.

## Architektura
Obiekt jest konstrukcji słupowo-ramowej, szachulcowy, salowy, zamknięty prostokątnie. Nie ma wyodrębnionego z nawy prezbiterium. Kruchta z 1966 jest murowana, przybudowana od frontu nawy. Kościół pokryty jest dachówką.

## Organy
W kościele znajdują się pozostające w złym stanie organy zbudowane przez Christiana Friedricha Voelknera, po raz ostatni strojone około 2005. Mają dziewięć głosów, mechaniczną trakturę gry i rejestrów. Dyspozycja instrumentu jest następująca:
- manuał I:
  - Principal 8',
  - Gedackt 8',
  - Octave 4',
  - Gamba 8',
  - Mixtur 5 fach,

- manuał II:
  - Salicional 8',
  - Hohlfloete 8',

- pedał:
  - Octavbas 8',
  - Subbas 16'[5].

## Otoczenie
Dzwonnica drewniana, wolnostojąca, kryta dachem dwuspadowym z dachówkami, reprezentuje typ krosnowy i pochodzi z 1830. Wiszą w niej dwa dzwony: gotycki z 1556 i drugi z 1917.
Kościół otaczają pozostałości dawnego cmentarza z żelaznymi krzyżami (nekropolia była wpisana do rejestru zabytków 29 sierpnia 1966 pod numerem 608).